# The Pussycat Dolls
The Pussycat Dolls – amerykański zespół wokalny i taneczny. Powstał w 1995 roku w Los Angeles z inicjatywy choreografki Robin Antin, początkowo jako grupa taneczna. Na kanwie zainteresowania zespołem ze strony mediów Antin podpisała kontrakt fonograficzny z firmą Interscope Records. W efekcie, w 2003 roku formacja została przekształcona w zespół wokalny. W jego skład weszły Nicole Scherzinger, Carmit Bachar, Ashley Roberts, Jessica Sutta, Melody Thornton i Kimberly Wyatt. W 2009 roku, na tle konfliktów personalnych zespół zawiesił działalność. Rok później grupa została rozwiązana, lecz pod koniec listopada 2019 wznowiła działalność.

## Historia zespołu
Działalność zespołu zaczęła się w małym studiu tańca, które mieściło się w Los Angeles w garażu aktorki Christiny Applegate – niegdyś współlokatorki choreografki Robin Antin. Występowała ona w reklamówkach telewizyjnych i była także autorem choreografii w teledyskach takich zespołów jak Smash Mouth, The Offspring i No Doubt. Chciała jednak zająć się czymś innym, bardziej twórczym. Zaprosiła więc do współpracy kilka dziewczyn i wspólnie zaczęły tworzyć własną choreografię oraz kreować swój styl. Od 1995 roku przez 6 kolejnych lat, nowo powstały zespół swoimi tanecznymi popisami otwierał czwartkowe wieczory w ekskluzywnym Viper Room. Punktem zwrotnym w karierze The Pussycat Dolls był moment kiedy Gwen Stefani zaprosiła dziewczyny do wspólnego występu zarówno choreograficznego, jak i wokalnego. Show okazał się wielkim sukcesem i w 2002 roku grupa przeniosła się do prestiżowego klubu The Roxy.

### 2005-2007: PCD

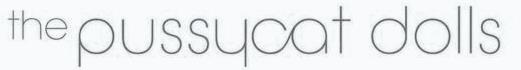
Logo zespołu po wydaniu albumu PCD

Debiutancki singel Don’t Cha z gościnnym udziałem rapera Busta Rhymesa zajmował wiele czołowych pozycji na listach przebojów w Europie, Ameryce Północnej, Australii i Oceanii. Ponadto na pierwszym albumie The Pussycat Dolls można usłyszeć takich artystów jak Will.i.am (w utworze Beep) z zespołu The Black Eyed Peas, Snoop Dogg, który gościnnie wystąpił w piosence Buttons oraz Timbaland w Wait a Minute. Oprócz tych utworów zespół wydał na rynek single Stickwitu i I Don't Need a Man. Album PCD odniósł bardzo duży sukces na rynku fonograficznym. Został sprzedany w około siedmiomilionowym nakładzie. W wielu krajach dostąpił miana złotej lub platynowej płyty.
8 marca 2008 The Pussycat Dolls po 13 latach opuściła Carmit. Piosenkarka postanowiła jako pierwsza poinformować świat o swojej decyzji na oficjalnej stronie zespołu.

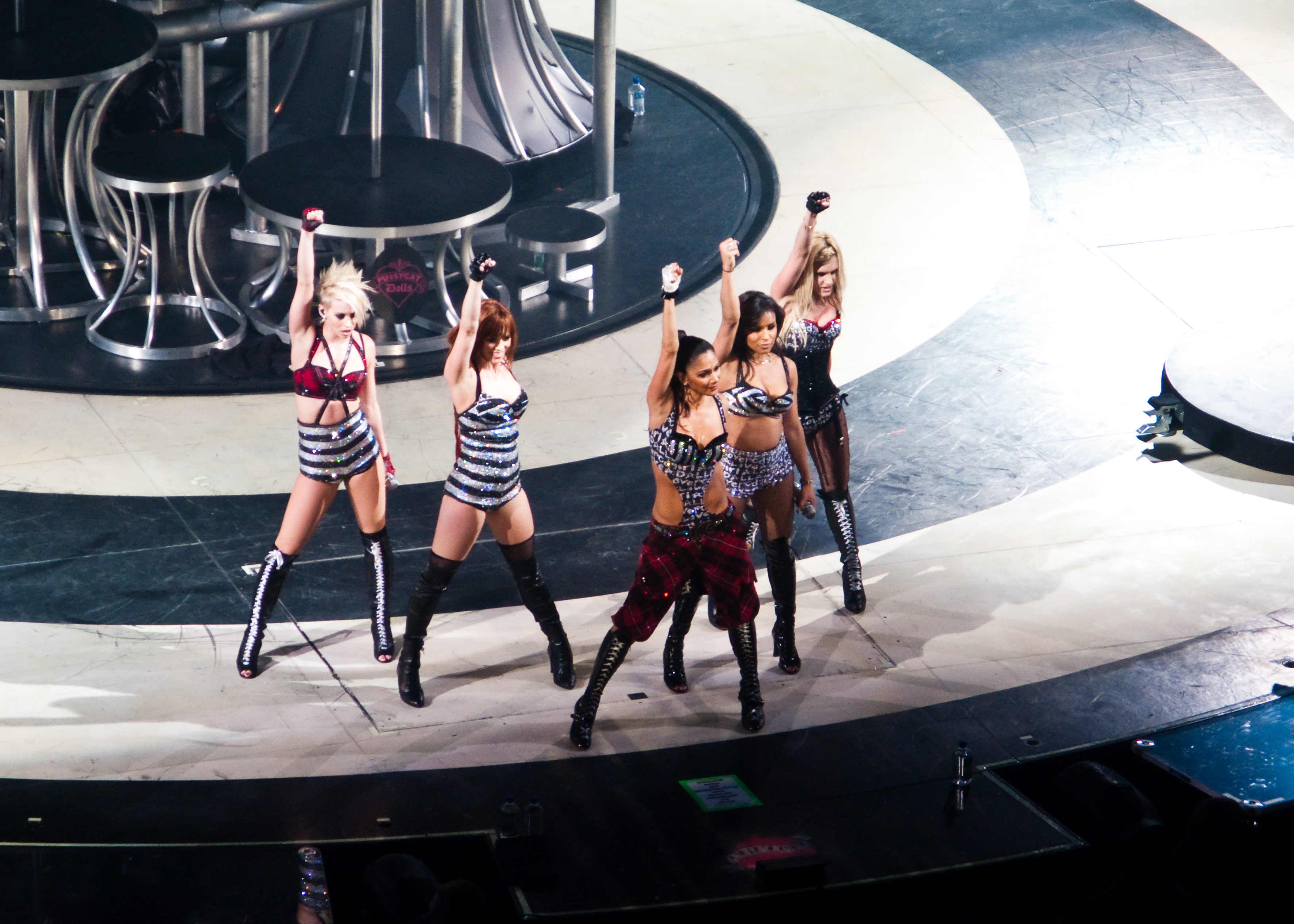
The Pussycat Dolls podczas trasy koncertowej The Circus Starring: Britney Spears

### 2008-2009: Doll Domination
W półtora roku od wydania ostatniego singla z płyty PCD – Wait a Minute – dziewczyny wypuściły na rynek piosenkę When I Grow Up, promującą nowy album Doll Domination. Piosenka ta odniosła duży sukces, była sklasyfikowana na wielu wysokich pozycjach list przebojów w krajach europejskich, USA, Kanadzie, Australii i Nowej Zelandii. Kolejne dwa utwory: Whatcha Think About That oraz I Hate This Part zostały wydane w podobnym czasie (przełom września i października). W styczniu 2009 roku światło dzienne ujrzał kolejny singiel Bottle Pop nagrany ze Snoop Doggiem. Dziewczyny nagrały także remiks piosenki z filmu „Slumdog: Milioner z ulicy” który zdobył 8 Oscarów – Jai Ho (You Are My Destiny). 26 maja 2009 roku ukazał się teledysk do ostatniego singla z albumu  Hush Hush; Hush Hush.

### 2009-2018: przerwa, projekty solowe, trzeci album
Chociaż Robin Antin już potwierdziła, że Pussycat Dolls są wciąż razem i że są teraz prace nad trzecim albumem grupy, fani wciąż wątpliwie oceniają przyszłość grupy po wszystkich napięciach i plotkach. Nawet nadchodzący album znajduje się w razie wątpliwości, czy inne Dolls będą miały równy udział jeśli chodzi o wokal w porównaniu do Nicole.
W dniu 24 września 2009 potwierdzono, że grupa bierze chwilową przerwę. W wywiadzie dla MTV, Thornton stwierdziła: „W tej chwili Pussycat Dolls są na przerwie. To rzeczywiście bardzo potrzebna przerwa. To jak jesteś z siostrami do 24 godzin na dobę i potrzebujesz wziąć swój własny prysznic.” Thornton powiedziała, że Lalki w końcu znajdą drogę z powrotem do siebie. Choć na przerwie, Lalki uczestniczyły w wielu akcjach charytatywnych, nagrodach, promocjach i okazjach, a jednocześnie tworząc utwory solowe lub współpracując z innymi artystami. Nicole Scherzinger wystąpiła gościnnie w piosenkach i albumach innych artystów a podobno są przygotowania do kolejnej próby wydania wstrzymanego debiutanckiego albumu i nadchodzącego trzeciego albumu PCD w tym samym czasie. Kimberly Wyatt uczyła tańca na studiach w Londynie, a jednocześnie pojawiały się pogłoski dotyczące przygotowywania się nagrania jej debiutanckiego albumu. Melody Thornton brała udział w innych projektach, ale w formie cameo występując w wideoklipach a poza tym pojawiły się pogłoski o tym, że miałaby nagrać piosenkę na płytę Timbalanda: Shock Value 2. Ashley Roberts również wystąpiła na wielu imprezach i promocjach.
29 stycznia 2010 r., po niespełna 8 latach, The Pussycat Dolls opuściła Jessica Sutta. Kilka tygodni później odeszły także Ashley Roberts i Kimberly Wyatt. Nie zostało to oficjalnie potwierdzone przez Melody Thornton, ale ona również opuściła grupę.

### 2019-: wznowienie działalności
27 listopada 2019 roku na swoich instagramowych The Pussycat Dolls ogłosiło reaktywację oraz trasę koncertową po Wielkiej Brytanii. Grupa powróci jednak w niepełnym składzie, bez Melody Thornton. 30 listopada 2019 roku dziewczyny wystąpiły podczas finału brytyjskiej edycji The X Factor wraz z singlem „React”, wydanym 7 lutego 2020 roku.

## Dyskografia
Albumy
- PCD (2005)
- Doll Domination (2008)

## Projekty solowe
- Nicole Scherzinger wydała 2 single z płyty Her Name Is Nicole. Whatever U Like nie odniósł sukcesu na rynku fonograficznym przez co miano go przemianować na drugi singel jednak pozostawiono go na miejscu pierwszym. Drugim oficjalnym singlem był Baby Love. Utwór ten zajmował wysokie pozycje na listach przebojów w Europie i Brazylii. Jednak w sprawie Her Name Is Nicole podjęto decyzję o wycofaniu go z wydawania. Nowa płyta Nicole – „Killer Love” została wydana w marcu 2011 r.

- Melody Thornton nagrała solowy album The Beginning. Ponadto wspólnie z raperem Jibbs nagrała singiel Go Too Far. Jednakże piosenka ta zajmowała bardzo niskie pozycje lub wcale się nie pojawiała w zestawieniach muzycznych.
- Kimberly Wyatt zaczęła współpracę z artystami takimi jak Paul Van Dyk. Kimberly zajmuje się w tej chwili tworzeniem i kreowaniem własnego stylu.
- Ashley Roberts Ashley stawia na show w telewizji. Poza tym pracuje w studio nad solowym albumem. We wrześniu 2010 roku Ashley wydała cover do piosenki A Summer Place The Lettermena. Poza tym Ashley wydała dwa single z nadchodzącego w 2014 roku albumu, „Yesterday” oraz „Clockwork”.
- Jessica Sutta pracuje nad płytą z Paulem Van Dykiem.

## Trasy koncertowe
| Rok  | Nazwa                      | Goście (Support) |
| ---- | -------------------------- | ---------------- |
| 2005 | PCD Album Promotional Tour | -                |
| 2009 | Doll Domination World Tour | Lady Gaga, Ne-Yo |

| Rok  | Artysta             | Nazwa                               | Miejsce           |
| ---- | ------------------- | ----------------------------------- | ----------------- |
| 2006 | The Black Eyed Peas | Honda Civic Tour                    | Stany Zjednoczone |
| 2007 | Christina Aguilera  | Back to Basics Tour                 | Ameryka Północna  |
| 2009 | Britney Spears      | The Circus Starring: Britney Spears | Ameryka Północna  |

### Pozostałe
- 2005 Don’t Cha Promotional Tour – US
- 2005 X-mas Radio Show Tour – Jingle Ball & Santa Slam
- 2005 Don’t Cha Promotional Tour – World Wide
- 2005 Stickwitu Promotional Tour
- 2009 Australia – Nowa Zelandia – Azja z Lady GaGą (w ramach DDWT)

## Promocja zespołu

### Współpraca z Deichmann
Dziewczyny z PCD wzięły udział w kampanii reklamowej sklepów obuwniczych Deichmann w 2007 r. Zespół reklamował kolekcję butów „Star Collection: Pussycat Dolls”. W reklamie Deichmanna został wykorzystany utwór dziewczyn Buttons. Następnie powstała nowa kolekcja, a do reklamy została wykorzystana piosenka Don’t Cha.

### Gry komputerowe
Piosenka Don’t Cha została wykorzystana w grze komputerowej The Sims 2: Zwierzaki.

### Telewizja
W 2007 roku premierę miał program Pussycat Dolls Present: The Search for the Next Doll. Miał on wyłonić nową członkinię zespołu, która brałaby udział w nagraniu następnego albumu i w trasie koncertowej zespołu. Program ten pokazywano m.in. w Australii i Wielkiej Brytanii. Zwyciężczynią została Asia Nitollano. Jednakże w lipcu tego samego roku Asia zdecydowała, że postawi na swoją solową karierę.

## Programy telewizyjne
- Pussycat Dolls Present: